# 第24届中国金鸡百花电影节
第24届金鸡百花电影节于2015年9月16日-9月19日在吉林省吉林市举办，由中国文联、中国电影家协会、吉林市人民政府主办。
9月16日晚在吉林市人民大剧院举行开幕式。
9月19日晚在在吉林市全民健身中心举行第24届中国金鸡百花电影节闭幕式暨第30届中国电影金鸡奖终评颁奖典礼，白岩松、李红、蓝羽主持。

## 电影节活动
- 国际影展

9月16日至18日
- 港澳台影展

9月17日至18日
- 中国电影论坛

9月16日至17日
- 中国电影科技论坛

9月17日
- “电影产业发展与教育委员会”年会暨“互联网+”时代的中国电影产业高峰论坛

9月17日至18日
- “映像•吉林”海峡两岸暨港澳青年微电影大赛颁奖晚会

9月17日
- 国产影片扶持计划中影营销银幕广告交流会

9月17日
- 第25届中国金鸡百花电影节签约仪式及新闻发布会

9月18日
- 第30届中国电影金鸡奖提名者表彰仪式

9月18日
- 大众电影•百花之夜——向中国电影人致敬典礼

9月18日
- 献礼影片《我们遇见松花湖》首映礼

9月19日
- 第30届中国电影金鸡奖终评

9月19日
- “星光大道”明星走红地毯仪式

9月19日
- 电影节颁奖典礼暨闭幕式

9月19日
- 获奖者与媒体见面活动

9月19日

## 颁奖典礼
- 第30届金鸡奖